# Église catholique de Lhassa
L'église catholique de Lhassa aussi appelé chapelle de Lhassa, fut la première église catholique au Tibet. Elle fut fondée en 1725 et disparut en 1745. 

## Histoire
Les pères capucins italiens Francesco della Penna et Domenico da Fano arrivèrent à Lhassa en 1719 avec quelques frères capucins. Il s’ensuivit un conflit de compétence avec le missionnaire jésuite Ippolito Desideri que le Saint-Siège trancha en 1721 en faveur des Capucins qui obtinrent l'autorisation des autorités tibétaines de construire une chapelle.
Kelzang Gyatso, le 7e dalaï-lama, autorisa la construction de l'Église sur les hauteurs de la ville.
Le supérieur de la mission, Francesco della Penna, repartit à Rome en 1737 où le pape Benoît XIV lui remit une lettre pour le 7e dalaï-lama, et il reprit la route pour le Tibet.  
La mission compta jusqu'à 26 convertis. 
Un serviteur des pères, Tenzin (baptisé Tomaso), envoyé pour offrir des cadeaux au dalaï-lama lors d’une audience publique, refusa de se prosterner devant le dalaï-lama comme c’était la coutume à l’époque, provoquant un incident. Il s’ensuivit une menace d’exécution, mais la peine fut commuée en 20 coups de fouet, ce qui était une peine légère à l’époque.  
L'ignorance culturelle des capucins et les manquements aux coutumes traditionnelles qui en étaient les conséquences (au contraire de la politique d'inculturation poursuivie par leurs prédécesseurs jésuites et Ippolito Desideri en particulier) amena le peuple à se détourner de la mission. De plus, une inondation de la chapelle fut interprétée comme une désapprobation de leur présence. 
Il existe plusieurs raisons expliquant la fin de la mission. 
1. Le Tibet était alors sous protectorat des Mandchous qui orientèrent leur politique vers une fermeture du Tibet à l’influence extérieure, et la mission fut invitée à quitter le pays[1].
2. Les pères, qui ne recevaient plus de subside de l’Europe, étaient en difficultés financières et ils partirent en 1745[1].

Francesco della Penna meurt au Népal le 20 juillet 1745, peu après son départ du Tibet. 
Roland Barraux écrit que près du Jokhang, il est resté une cloche portant l'inscription Te Deum laudamus qui est probablement celle de la chapelle des capucins.
Une photo datant de 1956 se trouve dans un ouvrage de Josef Vaniš (cs) et Vladimír Sís (cs). La cloche présente de nos jours une grande fissure sur son côté, comme un « L » à l'envers, qui selon les moines du Jokhang serait dû à la violence de gardes rouges lors de la révolution culturelle au Tibet.